# Asta Linhas Aéreas
Asta Linhas Aéreas é uma companhia aérea de voos regionais baseada em Cuiabá. Fundada em 2009, opera voos regulares e charter.

## História
A ASTA (América do Sul Táxi Aéreo Ltda) existe desde 1995 como uma empresa de táxi aéreo, mas recebeu em 29 de dezembro de 2009 autorização da ANAC para operar voos regulares de passageiros.
A Asta continha uma parceria com a Azul Linhas Aéreas. Após a Azul adquirir a Two Flex Táxi Aéreo (que foi renomeada para Azul Conecta), a empresa formalizou uma nova parceria em 2020, dessa vez com a Voepass Linhas Aéreas e Gol Linhas Aéreas.

## Frota
Em 2017 a frota da Asta Linhas Aéreas incluía as seguintes aeronaves:
| Aeronave            | Quantidade | Pedidos | Passageiros | Ano de aquisição |
| ------------------- | ---------- | ------- | ----------- | ---------------- |
| Cessna Caravan 208B | 3          | –       | 9           | 2008/2010/2011   |